# Kufr (soutěž)
Kufr je česká televizní soutěž, premiérově vysílaná v letech 1992–2004 na F1 (1992) a ČT1 (od 1993). Moderoval ji Pavel Zedníček.
Pod názvem Kurňa, co to je? vysílala obdobu Kufru v letech 2013–2017 TV Barrandov.

## O pořadu
Soutěž moderoval Pavel Zedníček, jeho asistentem byl dramaturg pořadu Aleš Ulm. Každé epizody pořadu se zúčastnilo 5 soutěžících, přičemž každý z nich měl k sobě jakožto poradce českou celebritu. Pořad se skládal ze 4 soutěžních kol nazvaných „slova“, „předměty“, „pantomima“ a „finále“. Z každého kola vždy vypadl jeden soutěžící.
V prvním kole měly osobnosti za úkol popisovat soutěžícím slova, jejichž přesný tvar následně měli hráči říct. Poradci také měli zakázáno v popisu výrazu uvést jeho slovní základ. Soutěžící, který uhodl slov nejméně, do dalších kol nepostoupil.
V kole „předměty“ bylo úkolem hráčů uhodnout význam předmětu, který jim byl asistentkou představen. Pavel Zedníček ke každému předmětu také poskytl několik možností jejich významu. V některých dílech pořadu bylo kolo upraveno tak, že soutěžící měli předmět poznat poslepu hmatem. Hráč, který význam předmětu neuhodl, do dalších kol nepostoupil.
Třetím soutěžním kolem byla „pantomima“, kdy celebrity předváděly povolání, slovesa či jiné výrazy. Opět platilo pravidlo, že soutěžící s nejmenším počtem bodů ze soutěže vypadl.
Ve finále se utkali dva zbylí hráči – měli za úkol vyslovit jméno osobnosti na obrázku, který byl zakryt a rozdělen do 36 políček označených A–F a 1–6. Soutěžící se postupně střídali v otevírání jednotlivých polí tabulky a následně měli možnost tipnout si jedno jméno celebrity. Vítězem se stal soutěžící, který jméno osobnosti správně uvedl jako první. Ten postoupil do další epizody a zároveň měl možnost vybrat si pole z velkého kufru složeného z 24 oken, přičemž každé políčko obsahovalo nějakou peněžitou částku. V případě, že hráč postoupil do finále opakovaně, měl možnost vybrat si tolik oken, kolikrát se stal výhercem.

## Ocenění
Čtyřikrát za sebou získal v divácké anketě TýTý zakřivené zrcadlo, a to za roky 1993, 1994, 1995 a 1996.